# Сарымамбаш-Кермен
Сарымамбаш-Кермен (также Сарамамбаш, Кермен-Баш) — руины средневекового замка (укрепления) в юго-западной части Крыма, на территории Бахчисарайского района. Расположен на горе Кермен, по правому берегу реки Бодрак, примерно в 2 км к юго-востоку от села Трудолюбовка.

## Описание
Укрепление расположено на широком мысу по линии северо-восток — юго-запад, с юго-востока ограниченного глубокой балкой Папас-Баир (Монаший лес), с северо-запада оврагом Джидаэр-Дере. Оборонительная стена из бута, сложенного на глине, перегораживает мыс с востока в самом узком месте. Толщина стены 2,2—2,3 м, сохранилась в высоту на 1,7—2,2 м. Перед стеной был вырыт ров (глубина в настоящее время 0,7—1 м ширина 3,5—5 м), протяженность стены 327 м, площадка крепости размером 345 на 325 м, площадь укрепления 7,8 гектара. В 115 м от обрыва балки Папас-Баир находится проем ворот шириной 2,5 м, перед воротами ров засыпан землей, засыпь с боков облицована камнем. На территории, огражденной стенами, видны следы более 50 построек средневекового поселения. Примерно треть городища в настоящее время распахана. На юго-западной оконечности крепости находился фонтан, вода в который подвадась водопроводом (длиной 1,5 км, в 1960-е годы разрушен) из керамических труб от каптированного источника, расположенного в верховьях балки Папас-Баир. На территории крепости зафиксировано 62 каменных развала от домов, подъёмный материал из них относился к двум периодам: IX—X и XIII—XV век, также имеются материальные свидетельства активной жизни Сарымамбаша в ханское время (XVI—XVIII век, самая поздняя находка — монеты Каплан Гирея 1730-х годов) — выделяют три хронологических периода жизни поселения: «византийский», «золотоордынский» и «крымско-татарский», а наиболее вероятным временем возникновения укрепления рекомендуется считать 60- 80-е годы XIV века

## История изучения
Первое описание памятника оставил Пётр Кеппен в работе 1837 года «О древностях южнаго берега Крыма и гор Таврических»
Сарымамбаш-Кале, называемое также Сарымамбаш-Кермен, есть одно из укреплений, которые конечно принадлежат к старейшим в Тавриде. Должно думать, что оно из числа тех, которые в начале первого века до Р.Х., во дни Митридата Евпатора, были построены Палаком и другими сыновьями Скифского Царя Скилура. Оно находится на земле деревни Мангуш, расстоянием на полчаса пути к северо-востоку. от этого селения и на юго-восток от деревни Бодрак. Это край горы, пересеченной стеной, которая от крепостных ворот, до одного скалистого края, была длиною в 150, а до другого в 220 шагов.

Ныне эта стена совершенно развалилась, так что материал, служивший для ее построения, образует уже род вала, шириною сажени в три, поросшего густым кустарником, что одно только препятствует переправляться через него верхом. Оконечность укрепленного мыса  лежала против реки Бадрака; из яров же, находящихся по обе стороны этого отрожия, один называется Папас-Баир, другой же Джидаэр-Дере. Водою обитатели Сарымамбаша могли пользоваться из находящегося тут фонтана. Внутри укрепленного места приметны следы жилищ
В. Н. Юргевич, исходя из выводов Кёппена локализовал городище, как позднескифское укрепление Хавон, Н. Л. Эрнст также считал городище скифским. В 1946 году Е. В. Веймарном на Сарымамбаш-Кермене обнаружена средневековая керамика, однако начальник экспедиции П. Н. Шульц, основываясь на характере бутовой кладки оборонительной стены, отнес время существования укрепления к «таврской поре» (то есть VIII—III вв. до н. э.). При визуальнм обследовании В. Л. Мыцом в 1978 году подъемный материал не выходил за хронологические рамки XIV—XV века. При этом историк И. А. Баранов в очерке «Памятники раннесредневекового Крыма» для капитального труда «Археология Украинской ССР» отнёс время возникновения крепости к V веку.